# Melissa Mojica
Melissa Mojica Rosario (Trujillo Alto, 29 de desembre de 1983) és una esportista porto-riquenya que competeix en judo.
Va guanyar una medalla als Jocs Panamericans de 2011, i dotze medalles en el Campionat Panamericà de Judo entre els anys 2005 i 2016. Als Jocs Centreamericans i del Carib va aconseguir quatre medalles els anys 2006 i 2010.

## Palmarès internacional
| Jocs Panamericans                | Jocs Panamericans               | Jocs Panamericans | Jocs Panamericans |
| Any                              | Lloc                            | Medalla           | Categoria         |
| -------------------------------- | ------------------------------- | ----------------- | ----------------- |
| 2011                             | Guadalajara ( Mèxic)            | 2                 | +78 kg            |
| Campionat Panamericà             |                                 |                   |                   |
| Any                              | Lloc                            | Medalla           | Categoria         |
| 2005                             | Caguas ( Puerto Rico)           | 2                 | Oberta            |
| 2006                             | Buenos Aires ( Argentina)       | 3                 | +78 kg            |
| 2006                             | Buenos Aires ( Argentina)       | 3                 | Oberta            |
| 2007                             | Mont-real ( Canadà)             | 2                 | +78 kg            |
| 2008                             | Miami ( Estats Units)           | 1                 | Oberta            |
| 2008                             | Miami ( Estats Units)           | 3                 | +78 kg            |
| 2010                             | San Salvador ( El Salvador)     | 3                 | +78 kg            |
| 2010                             | San Salvador ( El Salvador)     | 3                 | Oberta            |
| 2011                             | Guadalajara ( Mèxic)            | 3                 | +78 kg            |
| 2012                             | Mont-real ( Canadà)             | 2                 | +78 kg            |
| 2013                             | San José ( Costa Rica)          | 3                 | +78 kg            |
| 2016                             | l'Havana ( Cuba)                | 3                 | +78 kg            |
| Jocs Centreamericans i del Carib |                                 |                   |                   |
| Any                              | Lloc                            | Medalla           | Categoria         |
| 2006                             | Cartagena de Indias ( Colòmbia) | 3                 | +78 kg            |
| 2006                             | Cartagena de Indias ( Colòmbia) | 3                 | Oberta            |
| 2010                             | Mayagüez ( Puerto Rico)         | 1                 | +78 kg            |
| 2010                             | Mayagüez ( Puerto Rico)         | 1                 | Oberta            |